# Иван Бояджиев (строител)
Вижте пояснителната страница за други личности с името Иван Бояджиев.
Иван Бояджиев е български строител, арматурист.

## Биография
Роден е в Трявна на 1 май 1903 г. Произхожда от бедно семейство и още непълнолетен търси препитание извън родния си град.
Пътят му минава през Габрово, Русе и Варна. През 1926 г. заминава на гурбет в Турция, после в Иран. През 1942 г. британските власти го арестуват и заточват в международен лагер в гр. Дехрадун, Индия, където остава до 1946 г.
Завръща се в България в началото на 1947 г. и участва в строителството на язовир „Росица“ (по-късно преименувана на „Александър Стамболийски“).
От края на 1947 г. е лектор по армиране в първия курс за строители в Димитровград. Под негово ръководство се извършва армирането на много обекти по строителството на новия град – АТ3 (Химически комбинат „Сталин“), ТЕЦ „Марица 3“, Циментов завод „Вулкан“, жилищни блокове и др. От 1956 г. строи отново зад граница в Сирия и Тунис.
През 1951 г. е удостоен със званието „Лауреат на Димитровска награда“. Умира в Димитровград на 1 април 1989 г.

## Държавни отличия
Иван Бояджиев е носител на над 20 държавни и професионални отличия.
- Народен орден на труда, I степен, златен, 15.ХII.1951 г. Орденска книжка №000280 на „Народен орден на труда“, I степен, златен, 3.ХI.1951 г.
- Орден червено знаме на труда, 1963 г. Орденска книжка на орден „Червено знаме на труда“, 31.VII.1963 г. Орденска книжка на орден „Червено знаме на труда“, 29.ХII.1959 г.
- Орден на труда, I степен, златен
- Грамота на МС на НРБ за удостояване с Димитровска награда през 1951 г. Почетен знак „Лауреат на Димитровска награда“ /Кутия, цилиндър, за съхранение на грамотата и почетния знак на Димитровската награда/
- Почетен знак на ЦСПС, 1959 г.
- Златна значка „Майстор Колю Фичето“, Ден на строителя 13.VII.1969 г., Дряново
- Значка на Министерството на строежите „За образцов труд“
- Значка на ДСУ-Димитровград „За образцов труд“
- Значка „25 години ДСУ-Хасково“, 1974 г. Удостоверение №167 от 10.04. 1974 г. за значка „25 години ДСУ-Хасково“
- Почетен медал „За особен принос в промишленото строителство“ на СУ „Заводски строежи“-Димитровград, 1983 г. Удостоверение №3 от 23.04. 1983 г. за награждаване с почетен медал „За особен принос в промишленото строителство“ на СУ „Заводски строежи“-Димитровград
- Медал „40 години СМК-Хасково“, златен. Удостоверение №45 от 16.12.1987 г. за медал „40 години СМК-Хасково“, златен
- Орден „НРБ“, II степен
- Орден „Червено знаме на труда“
- Медал „1300 години България“, I степен, с лента, 1981 г.
- Медал „1300 години България“, настолен, 1981 г.
- Удостоверение за юбилеен медал „40 години социалистическа България“, 28.08.1984 г.
- Медал „Г.Димитров1882-1982“ на Национален музей „Г.Димитров-София“ Удостоверение за юбилеен медал „100 години от рождението на Г.Димитров“, 22.06.1982 г.
- Удостоверение за награждаване с „Почетен знак“ на града за особени заслуги по изграждането на Димитровград, 1967 г. Карта №425, април 1983 г., за почетен знак на ОНС-Димитровград I степен
- Почетна грамота на ЦК на ДСНМ за положени големи грижи и старание при обучение на млади строителни работници, 24.V.1956 г.
- Грамота на ДСО-Димитровград, 1.ХI.1953 г., за участие като делегат в Стахановска конференция, удостоен е със званието „най-добър в професията“ и има право да носи значката „Първа стахановска среща 1953 г.“
- Препис на Указ № 1952/6.IХ.1974 г. за награждаване с юбилеен медал „30 години от социалистическата революция в България“